# Saint-Étienne-de-Valoux
Saint-Étienne-de-Valoux ist eine französische Gemeinde im Département Ardèche in der Region Auvergne-Rhône-Alpes. Sie gehört zum Arrondissement Tournon-sur-Rhône und zum Kanton Sarras. Sie grenzt im Norden an Saint-Désirat, im Osten an Andance, im Süden an Talencieux, im Westen an Thorrenc und im Nordwesten an Saint-Cyr (Berührungspunkt).

## Bevölkerungsentwicklung

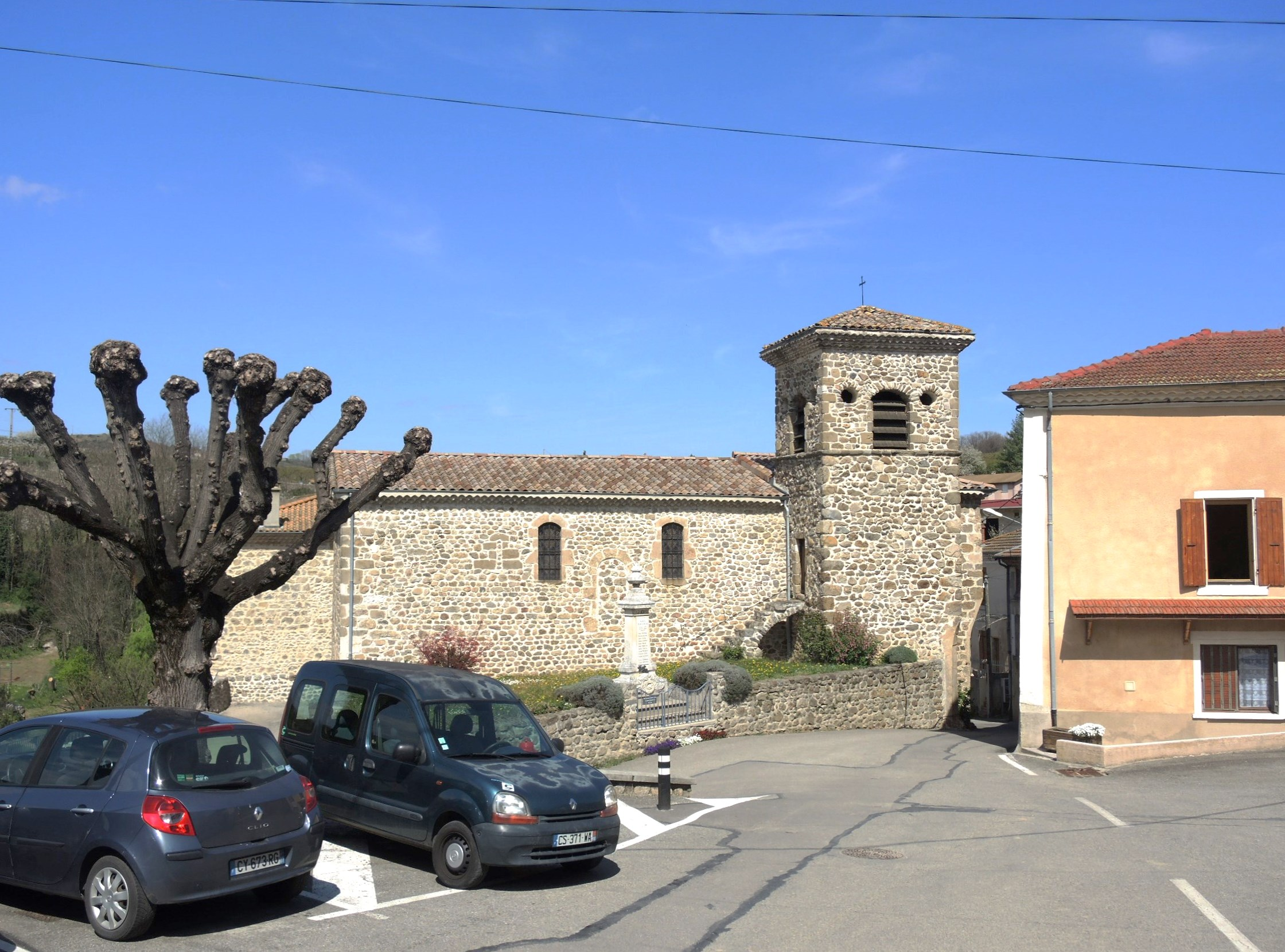
Kirche Saint-Étienne

| Jahr                       | 1962 | 1968 | 1975 | 1982 | 1990 | 1999 | 2008 | 2017 |
| -------------------------- | ---- | ---- | ---- | ---- | ---- | ---- | ---- | ---- |
| Einwohner                  | 205  | 217  | 218  | 216  | 200  | 200  | 203  | 294  |
| Quellen: Cassini und INSEE |      |      |      |      |      |      |      |      |